# The Dancing Fool
The Dancing Fool (El baile loco) es un corto de animación estadounidense de 1932, de la serie Talkartoons. Fue producido por los estudios Fleischer y distribuido por Paramount Pictures. En el corto aparecen las estrellas del estudio: Betty Boop, Bimbo y Koko el payaso.

## Argumento
Bimbo y Koko preparan el andamio en que van a trabajar. Su faena del día consiste en pintar el rótulo de la escuela de baile de Betty Boop. Una vez acabada, ella se lo agradece, y ellos, entusiasmados deciden entrar en la escuela para seguir las lecciones.
A pesar de las indicaciones de la maestra, Bimbo consigue contagiar a toda la clase su alocada manera de bailar.

## Realización
The Dancing Fool es la trigesimoséptima entrega de la serie Talkartoons (dibujos animados parlantes) y fue estrenada el 8 de abril de 1932.
La voz de Betty Boop pertenece a Kate Wright.